# Кей Девіс
Кей Елізабет Дейвіс, уроджена Партридж (англ. Kay Elizabeth Davies; нар. 1 квітня 1951) — британський генетик, професор анатомії в Оксфордському університеті і викладач Гертфорд коледжу (Оксфорд). Директор відділу функціональної генетики Ради медичних досліджень (MRC), очільник медичного благодійного фонду Wellcome Trust директор Оксфордського центру генної функції, а також покровителем і старшим членом Наукового товариства Оксфордського університету. Дослідницька група, яку очолює Девіс, займається дослідженням м'язової дистрофії Дюшенна (ДМД). У 1980-х роках вона розробила тест, який дозволяв проводити скринінг плодів з ймовірністю захворювання на ДМД.

## Раннє життя
Девіс народилася в місті Сторбридж у Вест-Мідлендсі на заході Англії. Вона здобувала освіту в школі Gig Mill, середній школі для дівчаток округу Сторбрідж, коледжі Сомервільському та Вольфсонському коледжах в Оксфорді. У 1976 році тримала ступінь доктора філософських наук. Темою дисертації було дослідження структури і функції хроматину слизовика Physarum polycephalum.

## Кар'єра
Девіс очолила дослідницьку групу, що працює з м'язовою дистрофією Дюшенна (ДМД) — генетичним захворюванням, що характеризується швидким прогресуванням м'язової дистрофії, яка призводить до повної втрати здатності рухатися та в підсумку до смерті. У 1980-х роках вона розробила тест, який дозволяв проводити скринінг плодів, у яких матері ризикували проводити ДМД. Захворювання виникає, коли білок дистрофіну не може експресувати в м'язових клітинах через мутацію в гені, який кодує білок. У 1989 році Девіс виявила, що білок утрофіну має схожі властивості з дистрофіном. Експерименти на мишах показали, що регуляція цього білка в клітинах м'язів може компенсувати відсутність дистрофіну.
Кей Девіс співпрацює з д-ром Пітером Олівером з Європейської дослідницької ради, досліджуючи нейродегенеративні та рухові порушення.
Девіс є директором відділу функціональної генетики Ради медичних досліджень (Велика Британія), очільником благодійного фонду Wellcome Trust, директором Оксфордського центру генної функції (разом з Френсіс Ешкрофт та Пітером Доннеллі) та виконавчим редактором журналу (Human Molecular Genetics).
Кей Девіс опублікувала понад 400 робіт і отримала численні нагороди за свою роботу.

## Нагорода, відзнаки та визнання
У 1998 році Девіс обрано до Академії медичних наук (FMedSci), а у 2003 році — до Королівського товариства. Двічі достоєна ордену Британської імперії (CBE) — спершу у ранзі Командора (CBE), а у 2008 році Дами-Командора (DBE).
Вона є почесним членом Сомервільського Коледжу в Оксфордському університеті. У 2012 році удостоєна Роузівської лекції в університеті Кінгстона, а у 2013 роцілекції Harveian Oration в Королівському коледжі лікарів У 2014 році стала лауреатом премії «Жінки в науці і техніці» (WISE) за 2014 рік. Її призначили патроном фонду The SMA Trust у вересні 2016 року.
У 2008 році Девіс удостоєна Лондонським королівським товариством Круніанської медалі та лекції за «досягнення в розробці пренатального тесту на м'язову дистрофію Дюшенна і за її роботу, що характеризує замінників білка дистрофіну».

## Особисте життя
Девіс продовжила працювати над науковими проектами зі своїм колишнім чоловіком Стівеном Гремом Девісом після їх розлучення у 2000 році. У них є спільний син.